# Jüdischer Friedhof (Puderbach)

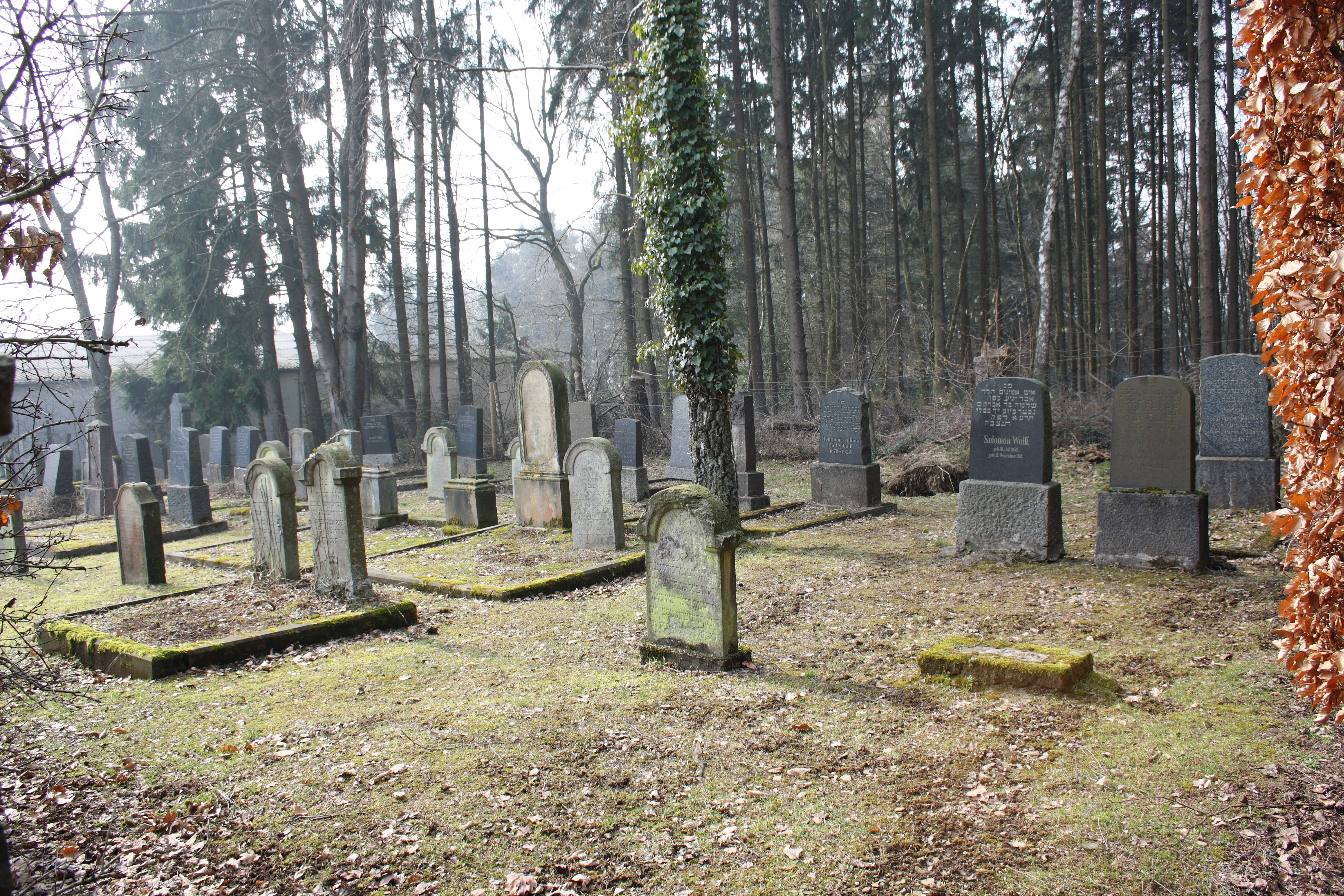
Jüdischer Friedhof Puderbach

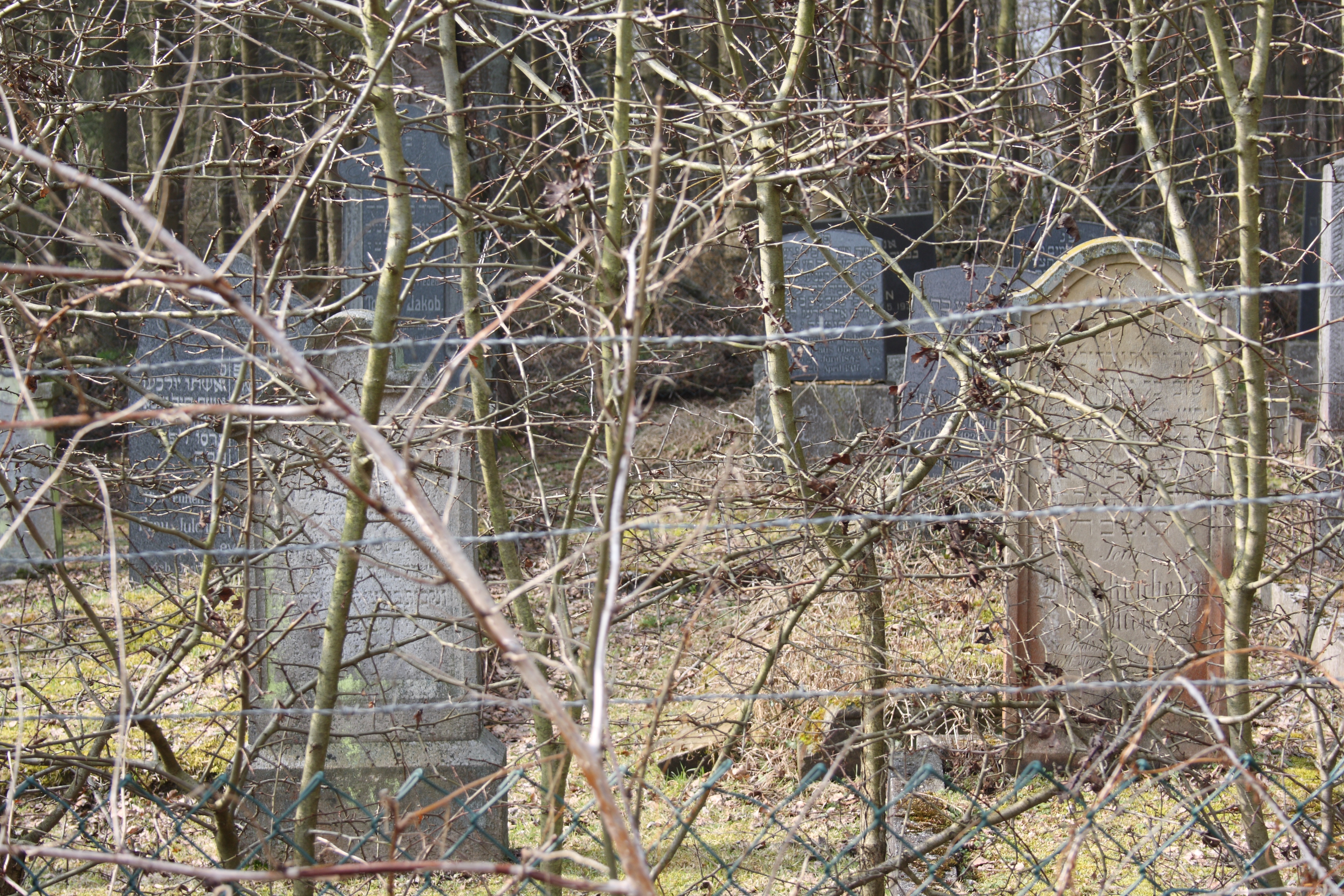
Jüdischer Friedhof Puderbach

Der Jüdische Friedhof Puderbach ist ein jüdischer Friedhof in Puderbach, einer Ortsgemeinde im Landkreis Neuwied im Norden von Rheinland-Pfalz.

## Geschichte
Die jüdische Gemeinde Puderbach legte 1898 ihren eigenen Friedhof an. Zuvor wurden die Toten auf dem jüdischen Friedhof bei Dierdorf bestattet. Der Puderbacher Friedhof wurde bis 1935 belegt. Der sich am Ende der Bergstraße befindende Friedhof steht unter Denkmalschutz.
Auf dem 23,62 Ar großen Friedhof sind heute noch etwa 50 Grabsteine  vorhanden.